# Temnoma pulchellum
Temnoma pulchellum är en bladmossart som först beskrevs av William Jackson Hooker, och fick sitt nu gällande namn av William Mitten. Temnoma pulchellum ingår i släktet Temnoma och familjen Pseudolepicoleaceae. Inga underarter finns listade i Catalogue of Life.